# Mormia niesiolowskii
Mormia niesiolowskii är en tvåvingeart som beskrevs av Wagner 1985. Mormia niesiolowskii ingår i släktet Mormia och familjen fjärilsmyggor.
Artens utbredningsområde är Polen. Inga underarter finns listade i Catalogue of Life.